# Lucernahüvelymoly
A lucernahüvelymoly (Grapholita compositella) a valódi lepkék (Glossata) alrendjébe tartozó sodrómolyfélék (Tortricidae) családjának egyik, hazánkban is honos faja.

## Elterjedése, élőhelye
Ez a palearktikus faj, Európában és Kis-Ázsiában, valamint Ázsia egyes részein honos. Magyarországon mindenfelé megtalálható; a Dunántúlon és az Északi-középhegységben gyakoribb, mint az Alföldön.

## Megjelenése
Kis termetű, sötétbarna lepke a szárnya szélén jellegzetes fehér mintával. A szárny fesztávolsága 7–10 mm.

## Életmódja
A kis kendermoly (G. delineana avagy G. sinana) közeli rokona. A két faj „feromonpár”, azaz mindkettejük nőstényeinek szexferomonjai vonzzák a másik faj hímjeit is.
Évente egy vagy két nemzedéke kel ki úgy, hogy a fejlett hernyó gubóban telel át a talajban. Május–júniusban elhagyja a telelő gubót, és a talaj felszínén egy másik gubóban bebábozódik. A lepkék május végétől augusztus közepéig rajzanak, és petéiket a lucerna leveleinek fiatal részeire helyezik. A kikelő hernyók először a rügyekbe hatolnak, majd a virágok között és a zöld hüvelyekben rágnak. Egy hernyó több hüvelyben is felfalja a magokat. A leghamarabb kifejlődő hernyók bebábozódnak, és  belőlük lesz a lepkék második nemzedéke. A hernyók többsége azonban telelő gubót sző és áttelel.
Fő tápnövénye a lucerna, de károsítja a herét is. Leginkább ott szaporodik el, ahol több évig lucernamagot termesztenek.

## Külső hivatkozások
- Mészáros Zoltán – Szabóky Csaba: A magyarországi molylepkék gyakorlati albuma. Budapest: Agroinform. 2005.  arch Hozzáférés: 2018. április 6. (PDF)